# Mistrovství Evropy ve fotbale 2000
Mistrovství Evropy ve fotbale 2000  se konalo mezi 10. červnem a 2. červencem 2000 v Nizozemsku a Belgii. Bylo to v pořadí jedenácté mistrovství Evropy pořádané UEFA a první, jehož závěrečný turnaj hostily dvě země.
Český tým se sice na EURO kvalifikoval ojedinělou bilancí deseti výher a v žebříčku FIFA držel druhou příčku hned za Brazilci, přesto nepatřil k favoritům turnaje. Jedním z důvodů bylo i to, že se po prosincovém losování ocitl v tzv. skupině smrti, kde na něho spolu s nevyzpytatelnými Dány čekala favorizovaná mužstva Nizozemska a Francie. Český tým nakonec ve skupině skončil na třetím, nepostupovém místě za pozdějšími mistry Evropy Francouzi a bronzovými Holanďany.

## Stupně vítězů
| Zlato                            | Stříbro | Bronz                  | 4. místo                                             |
| -------------------------------- | ------- | ---------------------- | ---------------------------------------------------- |
| Francie - druhý titul v historii | Itálie  | Portugalsko Nizozemsko | Oba poražení semifinalisté obdrželi bronzové medaile |

## Kandidáti na pořadatelství
O pořádání Mistrovství Evropy ve fotbale 2000 vyhrálo Belgie a Nizozemsko.
- Belgie a Nizozemsko
- Španělsko
- Rakousko

## Kvalifikace
Kvalifikace hrané v letech 1998 a 1999 se zúčastnilo 49 reprezentací, které byly rozlosovány do 9 skupin po šesti, resp. pěti týmech. Ve skupinách se utkal každý s každým doma a venku. Vítězové skupin a nejlepší tým na druhých místech postoupili přímo na závěrečný turnaj. Zbylá osmička týmů na druhých místech hrála baráž o zbylé 4 místenky na závěrečném turnaji. Pořadatelské země - Nizozemsko a Belgie měly účast na závěrečném turnaji jistou.

## Stadiony
| Amsterdam | Rotterdam                            | Eindhoven                               | Arnhem                                      |
| --- | ------------------------------------ | --------------------------------------- | ------------------------------------------- |
| Amsterdam ArenA Kapacita: 52 140 | Feijenoord Stadion Kapacita: 51 177  | Philips Stadion Kapacita: 33 500        | Gelredome Kapacita: 30 082                  |
| |                                      |                                         |                                             |
| \| Rotterdam Amsterdam Eindhoven Arnhem Bruggy Brusel Lutych Charleroi \| Rotterdam Amsterdam Eindhoven Arnhem Bruggy Brusel Lutych Charleroi \| Rotterdam Amsterdam Eindhoven Arnhem Bruggy Brusel Lutych Charleroi \| Rotterdam Amsterdam Eindhoven Arnhem Bruggy Brusel Lutych Charleroi \| \| ------------------------------------------------------------------- \| ------------------------------------------------------------------- \| ------------------------------------------------------------------- \| ------------------------------------------------------------------- \| |                                      |                                         |                                             |
| Brusel | Bruggy                               | Lutych                                  | Charleroi                                   |
| Stadion krále Baudouina Kapacita: 50 122 | Jan Breydel Stadion Kapacita: 29 945 | Stade Maurice Dufrasne Kapacita: 30 023 | Stade du Pays de Charleroi Kapacita: 30 000 |
| |                                      |                                         |                                             |
| Rotterdam Amsterdam Eindhoven Arnhem Bruggy Brusel Lutych Charleroi |                                      |                                         |                                             |

## Skupinová fáze

### Skupina A
| Tým         | Z | V | R | P | VG | IG | +/- | B |
| ----------- | - | - | - | - | -- | -- | --- | - |
| Portugalsko | 3 | 3 | 0 | 0 | 7  | 2  | +5  | 9 |
| Rumunsko    | 3 | 1 | 1 | 1 | 4  | 4  | 0   | 4 |
| Anglie      | 3 | 1 | 0 | 2 | 5  | 6  | -1  | 3 |
| Německo     | 3 | 0 | 1 | 2 | 1  | 5  | -4  | 1 |

| 12. června 2000 18:00 |          |             |                                                                                     |
| Německo               | 1 – 1    | Rumunsko    | Stade Maurice Dufrasne, Lutych diváci: 25 000 rozhodčí: Kim Milton Nielsen (Dánsko) |
| Scholl 28'            | (Report) | Moldovan 5' | Stade Maurice Dufrasne, Lutych diváci: 25 000 rozhodčí: Kim Milton Nielsen (Dánsko) |

| 12. června 2000 20:45                |          |                          |                                                                            |
| Portugalsko                          | 3 – 2    | Anglie                   | Philips Stadion, Eindhoven diváci: 33 000 rozhodčí: Anders Frisk (Švédsko) |
| Figo 22' J. Pinto 37' Nuno Gomes 59' | (Report) | Scholes 3' McManaman 18' | Philips Stadion, Eindhoven diváci: 33 000 rozhodčí: Anders Frisk (Švédsko) |

| 17. června 2000 18:00 |          |                |                                                                       |
| Rumunsko              | 0 – 1    | Portugalsko    | Gelredome, Arnhem diváci: 18 000 rozhodčí: Gilles Veissière (Francie) |
|                       | (Report) | Costinha 90+4' | Gelredome, Arnhem diváci: 18 000 rozhodčí: Gilles Veissière (Francie) |

| 17. června 2000 20:45 |          |         |                                                                                           |
| Anglie                | 1 – 0    | Německo | Stade du Pays de Charleroi, Charleroi diváci: 30 000 rozhodčí: Pierluigi Collina (Itálie) |
| Shearer 53'           | (Report) |         | Stade du Pays de Charleroi, Charleroi diváci: 30 000 rozhodčí: Pierluigi Collina (Itálie) |

| 20. června 2000 20:45       |          |                                         |                                                                                      |
| Anglie                      | 2 – 3    | Rumunsko                                | Stade du Pays de Charleroi, Charleroi diváci: 30 000 rozhodčí: Urs Meier (Švýcarsko) |
| Shearer 41' (pen.) Owen 45' | (Report) | Chivu 22' Munteanu 48' Ganea 89' (pen.) | Stade du Pays de Charleroi, Charleroi diváci: 30 000 rozhodčí: Urs Meier (Švýcarsko) |

| 20. června 2000 20:45 |          |         |                                                                              |
| Portugalsko           | 3 – 0    | Německo | Feijenoord Stadion, Rotterdam diváci: 44 000 rozhodčí: Dick Jol (Nizozemsko) |
| Conceição 35' 54' 71' | (Report) |         | Feijenoord Stadion, Rotterdam diváci: 44 000 rozhodčí: Dick Jol (Nizozemsko) |

### Skupina B
| Tým     | Z | V | R | P | VG | IG | +/- | B |
| ------- | - | - | - | - | -- | -- | --- | - |
| Itálie  | 3 | 3 | 0 | 0 | 6  | 2  | +4  | 9 |
| Turecko | 3 | 1 | 1 | 1 | 3  | 2  | +1  | 4 |
| Belgie  | 3 | 1 | 0 | 2 | 2  | 5  | -3  | 3 |
| Švédsko | 3 | 0 | 1 | 2 | 2  | 4  | -2  | 1 |

| 10. června 2000 20:45  |          |             |                                                                                |
| Belgie                 | 2 – 1    | Švédsko     | Stadion krále Baudouina, Brusel diváci: 50 000 rozhodčí: Markus Merk (Německo) |
| Goor 43' É. Mpenza 46' | (Report) | Mjällby 53' | Stadion krále Baudouina, Brusel diváci: 50 000 rozhodčí: Markus Merk (Německo) |

| 11. června 2000 14:30 |          |                              |                                                                  |
| Turecko               | 1 – 2    | Itálie                       | Gelredome, Arnhem diváci: 25 000 rozhodčí: Hugh Dallas (Skotsko) |
| Okan 62'              | (Report) | Conte 52' Inzaghi 70' (pen.) | Gelredome, Arnhem diváci: 25 000 rozhodčí: Hugh Dallas (Skotsko) |

| 14. června 2000 20:45 |          |        |                                                                                         |
| Itálie                | 2 – 0    | Belgie | Stadion krále Baudouina, Brusel diváci: 46 000 rozhodčí: José Garcia Aranda (Španělsko) |
| Totti 6' Fiore 66'    | (Report) |        | Stadion krále Baudouina, Brusel diváci: 46 000 rozhodčí: José Garcia Aranda (Španělsko) |

| 15. června 2000 20:45 |          |         |                                                                           |
| Švédsko               | 0 – 0    | Turecko | Philips Stadion, Eindhoven diváci: 24 500 rozhodčí: Dick Jol (Nizozemsko) |
|                       | (Report) |         | Philips Stadion, Eindhoven diváci: 24 500 rozhodčí: Dick Jol (Nizozemsko) |

| 19. června 2000 20:45 |          |        |                                                                                      |
| Turecko               | 2 – 0    | Belgie | Stadion krále Baudouina, Brusel diváci: 48 000 rozhodčí: Kim Milton Nielsen (Dánsko) |
| Hakan Şükür 45' 70'   | (Report) |        | Stadion krále Baudouina, Brusel diváci: 48 000 rozhodčí: Kim Milton Nielsen (Dánsko) |

| 19. června 2000 20:45       |          |             |                                                                                      |
| Itálie                      | 2 – 1    | Švédsko     | Philips Stadion, Eindhoven diváci: 25 000 rozhodčí: Vítor Melo Pereira (Portugalsko) |
| Di Biagio 39' Del Piero 88' | (Report) | Larsson 77' | Philips Stadion, Eindhoven diváci: 25 000 rozhodčí: Vítor Melo Pereira (Portugalsko) |

### Skupina C
| Tým        | Z | V | R | P | VG | IG | +/- | B |
| ---------- | - | - | - | - | -- | -- | --- | - |
| Španělsko  | 3 | 2 | 0 | 1 | 6  | 5  | +1  | 6 |
| Jugoslávie | 3 | 1 | 1 | 1 | 7  | 7  | 0   | 4 |
| Norsko     | 3 | 1 | 1 | 1 | 1  | 1  | 0   | 4 |
| Slovinsko  | 3 | 0 | 2 | 1 | 4  | 5  | -1  | 2 |

| 13. června 2000 18:00 |          |             |                                                                                  |
| Španělsko             | 0 – 1    | Norsko      | Feijenoord Stadion, Rotterdam diváci: 45 000 rozhodčí: Gamal Al-Ghandour (Egypt) |
|                       | (Report) | Iversen 65' | Feijenoord Stadion, Rotterdam diváci: 45 000 rozhodčí: Gamal Al-Ghandour (Egypt) |

| 13. června 2000 20:45          |          |                            |                                                                                                 |
| Jugoslávie                     | 3 – 3    | Slovinsko                  | Stade du Pays de Charleroi, Charleroi diváci: 15 000 rozhodčí: Vítor Melo Pereira (Portugalsko) |
| Milošević 67' 73' Drulović 70' | (Report) | Zahović 23' 57' Pavlin 52' | Stade du Pays de Charleroi, Charleroi diváci: 15 000 rozhodčí: Vítor Melo Pereira (Portugalsko) |

| 18. června 2000 18:00 |          |                        |                                                                           |
| Slovinsko             | 1 – 2    | Španělsko              | Amsterdam ArenA, Amsterdam diváci: 45 000 rozhodčí: Markus Merk (Německo) |
| Zahović 59'           | (Report) | Raúl 4' Etxeberria 60' | Amsterdam ArenA, Amsterdam diváci: 45 000 rozhodčí: Markus Merk (Německo) |

| 18. června 2000 20:45 |          |              |                                                                               |
| Norsko                | 0 – 1    | Jugoslávie   | Stade Maurice Dufrasne, Lutych diváci: 24 000 rozhodčí: Hugh Dallas (Skotsko) |
|                       | (Report) | Milošević 8' | Stade Maurice Dufrasne, Lutych diváci: 24 000 rozhodčí: Hugh Dallas (Skotsko) |

| 21. června 2000 18:00                        |          |                                                  |                                                                                 |
| Jugoslávie                                   | 3 – 4    | Španělsko                                        | Jan Breydel Stadion, Bruggy diváci: 22 000 rozhodčí: Gilles Veissière (Francie) |
| Milošević 30' Govedarica 50' Komljenović 75' | (Report) | Alfonso 38' 90+' Munitis 51' Mendieta 90' (pen.) | Jan Breydel Stadion, Bruggy diváci: 22 000 rozhodčí: Gilles Veissière (Francie) |

| 21. června 2000 18:00 |          |        |                                                                 |
| Slovinsko             | 0 – 0    | Norsko | Gelredome, Arnhem diváci: 22 000 rozhodčí: Graham Poll (Anglie) |
|                       | (Report) |        | Gelredome, Arnhem diváci: 22 000 rozhodčí: Graham Poll (Anglie) |

### Skupina D
| Tým        | Z | V | R | P | VG | IG | +/- | B |
| ---------- | - | - | - | - | -- | -- | --- | - |
| Nizozemsko | 3 | 3 | 0 | 0 | 7  | 2  | +5  | 9 |
| Francie    | 3 | 2 | 0 | 1 | 7  | 4  | +3  | 6 |
| Česko      | 3 | 1 | 0 | 2 | 3  | 3  | 0   | 3 |
| Dánsko     | 3 | 0 | 0 | 3 | 0  | 8  | -8  | 0 |

| 11. června 2000 18:00           |          |        |                                                                              |
| Francie                         | 3 – 0    | Dánsko | Jan Breydel Stadion, Bruggy diváci: 29 000 rozhodčí: Günter Benkö (Rakousko) |
| Blanc 16' Henry 64' Wiltord 90' | (Report) |        | Jan Breydel Stadion, Bruggy diváci: 29 000 rozhodčí: Günter Benkö (Rakousko) |

| 11. června 2000 20:45 |          |       |                                                                                |
| Nizozemsko            | 1 – 0    | Česko | Amsterdam ArenA, Amsterdam diváci: 50 000 rozhodčí: Pierluigi Collina (Itálie) |
| F. de Boer 89' (pen.) | (Report) |       | Amsterdam ArenA, Amsterdam diváci: 50 000 rozhodčí: Pierluigi Collina (Itálie) |

| 16. června 2000 18:00 |          |                        |                                                                           |
| Česko                 | 1 – 2    | Francie                | Jan Breydel Stadion, Bruggy diváci: 25 000 rozhodčí: Graham Poll (Anglie) |
| Poborský 35' (pen.)   | (Report) | Henry 7' Djorkaeff 60' | Jan Breydel Stadion, Bruggy diváci: 25 000 rozhodčí: Graham Poll (Anglie) |

| 16. června 2000 20:45 |          |                                        |                                                                              |
| Dánsko                | 0 – 3    | Nizozemsko                             | Feijenoord Stadion, Rotterdam diváci: 50 000 rozhodčí: Urs Meier (Švýcarsko) |
|                       | (Report) | Kluivert 57' R. de Boer 66' Zenden 77' | Feijenoord Stadion, Rotterdam diváci: 50 000 rozhodčí: Urs Meier (Švýcarsko) |

| 21. června 2000 20:45 |          |                |                                                                                   |
| Dánsko                | 0 – 2    | Česko          | Stade Maurice Dufrasne, Lutych diváci: 25 000 rozhodčí: Gamal Al-Ghandour (Egypt) |
|                       | (Report) | Šmicer 64' 67' | Stade Maurice Dufrasne, Lutych diváci: 25 000 rozhodčí: Gamal Al-Ghandour (Egypt) |

| 21. června 2000 20:45    |          |                                        |                                                                            |
| Francie                  | 2 – 3    | Nizozemsko                             | Amsterdam ArenA, Amsterdam diváci: 50 000 rozhodčí: Anders Frisk (Švédsko) |
| Dugarry 8' Trézéguet 31' | (Report) | Kluivert 14' F. de Boer 51' Zenden 59' | Amsterdam ArenA, Amsterdam diváci: 50 000 rozhodčí: Anders Frisk (Švédsko) |

## Vyřazovací fáze
|  | Čtvrtfinále            | Čtvrtfinále            |                         |       | Semifinále | Semifinále |  |  | Finále | Finále |
|  | 24. června – Amsterdam |                        |                         |       |            |            |  |  |        |        |
|  |                        |                        |                         |       |            |            |  |  |        |        |
|  | Turecko                | 0                      |                         |       |            |            |  |  |        |        |
|  | Turecko                | 0                      | 28. června – Brusel     |       |            |            |  |  |        |        |
|  | Portugalsko            | 2                      |                         |       |            |            |  |  |        |        |
|  | Portugalsko            | 2                      | Portugalsko             | 1     |            |            |  |  |        |        |
|  | 25. června – Bruggy    |                        | Portugalsko             | 1     |            |            |  |  |        |        |
|  |                        | Francie (po prodl.)    | 2                       |       |            |            |  |  |        |        |
|  | Španělsko              | Francie (po prodl.)    | 2                       | 1     |            |            |  |  |        |        |
|  | Španělsko              |                        | 2. července – Rotterdam | 1     |            |            |  |  |        |        |
|  | Francie                | 2                      |                         |       |            |            |  |  |        |        |
|  | Francie                | 2                      | Francie (po prodl.)     | 2     |            |            |  |  |        |        |
|  | 25. června – Rotterdam |                        | Francie (po prodl.)     | 2     |            |            |  |  |        |        |
|  |                        | Itálie                 | 1                       |       |            |            |  |  |        |        |
|  | Nizozemsko             | Itálie                 | 1                       | 6     |            |            |  |  |        |        |
|  | Nizozemsko             | 29. června – Amsterdam |                         | 6     |            |            |  |  |        |        |
|  | Jugoslávie             | 1                      |                         |       |            |            |  |  |        |        |
|  | Jugoslávie             | 1                      | Nizozemsko              | 0 (1) |            |            |  |  |        |        |
|  | 24. června – Brusel    |                        | Nizozemsko              | 0 (1) |            |            |  |  |        |        |
|  |                        | Itálie (pen.)          | 0 (3)                   |       |            |            |  |  |        |        |
|  | Itálie                 | Itálie (pen.)          | 0 (3)                   | 2     |            |            |  |  |        |        |
|  | Itálie                 |                        |                         | 2     |            |            |  |  |        |        |
|  | Rumunsko               | 0                      |                         |       |            |            |  |  |        |        |
|  | Rumunsko               | 0                      |                         |       |            |            |  |  |        |        |

### Čtvrtfinále
| 24. června 2000 18:00 |          |                    |                                                                           |
| Turecko               | 0 – 2    | Portugalsko        | Amsterdam ArenA, Amsterdam diváci: 45 000 rozhodčí: Dick Jol (Nizozemsko) |
|                       | (Report) | Nuno Gomes 44' 56' | Amsterdam ArenA, Amsterdam diváci: 45 000 rozhodčí: Dick Jol (Nizozemsko) |

| 24. června 2000 20:45 |          |          |                                                                                           |
| Itálie                | 2 – 0    | Rumunsko | Stadion krále Baudouina, Brusel diváci: 42 500 rozhodčí: Vítor Melo Pereira (Portugalsko) |
| Totti 33' Inzaghi 43' | (Report) |          | Stadion krále Baudouina, Brusel diváci: 42 500 rozhodčí: Vítor Melo Pereira (Portugalsko) |

| 25. června 2000 18:00                                      |          |                 |                                                                                       |
| Nizozemsko                                                 | 6 – 1    | Jugoslávie      | Feijenoord Stadion, Rotterdam diváci: 50 000 rozhodčí: José Garcia Aranda (Španělsko) |
| Kluivert 24' 38' 54' Govedarica 51' (vl.) Overmars 78' 90' | (Report) | Milošević 90+1' | Feijenoord Stadion, Rotterdam diváci: 50 000 rozhodčí: José Garcia Aranda (Španělsko) |

| 25. června 2000 20:45 |          |                          |                                                                                 |
| Španělsko             | 1 – 2    | Francie                  | Jan Breydel Stadion, Bruggy diváci: 30 000 rozhodčí: Pierluigi Collina (Itálie) |
| Mendieta 38' (pen.)   | (Report) | Zidane 32' Djorkaeff 44' | Jan Breydel Stadion, Bruggy diváci: 30 000 rozhodčí: Pierluigi Collina (Itálie) |

### Semifinále
| 28. června 2000 20:45 |                   |                              |                                                                                  |
| Portugalsko           | 1 – 2 (po prodl.) | Francie                      | Stadion krále Baudouina, Brusel diváci: 50 000 rozhodčí: Günter Benkö (Rakousko) |
| Nuno Gomes 19'        | (Report)          | Henry 51' Zidane 117' (pen.) | Stadion krále Baudouina, Brusel diváci: 50 000 rozhodčí: Günter Benkö (Rakousko) |

| 29. června 2000 18:00 |                   |            |                                                                           |
| Itálie                | 0 – 0 (po prodl.) | Nizozemsko | Amsterdam ArenA, Amsterdam diváci: 50 000 rozhodčí: Markus Merk (Německo) |
|                       | (Report)          |            | Amsterdam ArenA, Amsterdam diváci: 50 000 rozhodčí: Markus Merk (Německo) |

|                                  |      | Penaltový rozstřel               |  |
| Di Biagio Pessotto Totti Maldini | 3 –1 | F. de Boer Stam Kluivert Bosvelt |  |

### Finále
| 2 July 2000 20:00            |                   |                |                                                                               |
| Francie                      | 2 – 1 (po prodl.) | Itálie         | Feijenoord Stadion, Rotterdam diváci: 50 000 rozhodčí: Anders Frisk (Švédsko) |
| Wiltord 90+4' Trézéguet 103' | (Report)          | Delvecchio 55' | Feijenoord Stadion, Rotterdam diváci: 50 000 rozhodčí: Anders Frisk (Švédsko) |

## Nejlepší střelci
- 5 branek:
  -  Patrick Kluivert
  -  Savo Milošević
- 4 branky:
  -  Nuno Gomes
- 3 branky:
  -  Sérgio Conceição
  -  Thierry Henry
  -  Zlatko Zahovič

## All-stars[2]

### Belgie a Nizozemsko 2000
- Francesco Toldo
- Fabien Barthez
- Lilian Thuram
- Laurent Blanc
- Marcel Desailly
- Alessandro Nesta
- Fabio Cannavaro
- Paolo Maldini
- Frank de Boer
- Patrick Vieira
- Zinédine Zidane
- Luís Figo
- Rui Costa
- Edgar Davids
- Demetrio Albertini
- Pep Guardiola
- Thierry Henry
- Patrick Kluivert
- Nuno Gomes
- Raúl
- Francesco Totti
- Savo Milošević